# Peter Luczak
Peter Luczak (n. 31 de agosto de 1979 en Varsovia, Polonia) es un jugador profesional de tenis australiano retirado. Se convirtió en profesional en el 2000, después de jugar en la Universidad de Fresno en la NCAA, en Estados Unidos. Su mejor actuación en individuales fue haber alcanzado la tercera ronda del Abierto de Australia en 2006, tras vencer al preclasificado Nº26, Olivier Rochus. Al contrario de la mayoría de los tenistas australianos, Luczak se desempeña mejor sobre canchas lentas.

## Títulos (0)

### Finalista en dobles (2)
- 2008: Buenos Aires (junto a Werner Eschauer pierden ante Agustín Calleri y Luis Horna)
- 2010: Buenos Aires (junto a Simon Greul pierden ante Sebastián Prieto y Horacio Zeballos)

### Clasificación en torneos del Grand Slam (sencillos)
| Torneo          | 2011 | 2010 | 2009 | 2008 | 2007 | 2006 | 2005 | 2004 | 2003 | Títulos |
| --------------- | ---- | ---- | ---- | ---- | ---- | ---- | ---- | ---- | ---- | ------- |
| Australian Open | 1r   | 1r   | -    | 2r   | 1r   | 3r   | 1r   | 1r   | 3r   | 0       |
| Roland Garros   |      | 1r   | -    | 1r   | 1r   | -    | 1r   | -    | -    | 0       |
| Wimbledon       |      | 2r   | -    | -    | -    | -    | -    | -    | -    | 0       |
| US Open         |      | 1r   | 1r   | -    | 1r   | -    | 1r   | -    | -    | 0       |

### Challengers (12)
| N.º | Fecha                 | Torneo     | Superficie    | Oponente en la final | Resultado         |
| --- | --------------------- | ---------- | ------------- | -------------------- | ----------------- |
| 1.  | 8 de julio de 2002    | Granby     | Dura          | Alex Bogomolov Jr.   | 6–3 7–6           |
| 2.  | 29 de marzo de 2004   | Canberra   | Tierra batida | Juan Pablo Brzezicki | 6–2 6–1           |
| 3.  | 10 de mayo de 2004    | Košice     | Tierra batida | Janko Tipsarević     | 7–5 7–5           |
| 4.  | 31 de octubre de 2005 | Caloundra  | Dura          | Alun Jones           | 7–5 7–6           |
| 5.  | 26 de marzo de 2007   | Fez        | Tierra batida | Yuri Schukin         | 6–2 6–7 7–6       |
| 6.  | 7 de mayo de 2007     | Maspalomas | Tierra batida | Santiago Ventura     | 6–7 6–3 7–5       |
| 7.  | 4 de junio de 2007    | Fürth      | Tierra batida | Fabio Fognini        | 4–6 6–2 6–2       |
| 8.  | 11 de junio de 2007   | Bytom      | Tierra batida | Simone Vagnozzi      | 6–3 6–3           |
| 9.  | 13 de octubre de 2008 | Montevideo | Tierra batida | Nicolás Massú        | walkover          |
| 10. | 1 de junio de 2009    | Fürth      | Tierra batida | Juan Pablo Brzezicki | 6-2 6-0           |
| 11. | 20 de julio de 2009   | Poznan     | Tierra batida | Yuri Schukin         | 3-6 7-6(4) 7-6(6) |
| 12. | 10 de agosto de 2009  | Cordenons  | Tierra batida | Olivier Rochus       | 6-3 3-6 6-1       |

- Datos: Q358712
- Multimedia: Peter Luczak / Q358712